# Кемеш-Кульское сельское поселение
Кемеш-Кульское сельское поселение — сельское поселение в Мамадышском районе Татарстана.
Административный центр — село Кемеш-Куль.
В состав поселения входят 3 населённых пункта.
До 1920 г. село входило в Кляушскую волость Мамадышского уезда Казанской губернии. С 1920 г. в составе Мамадышского кантона Татарской АССР. С 10.08.1930 г. в Таканышском, с 01.01.1932 г. в Мамадышском, с 10.02.1935 г. в Таканышском, с 01.02.1963 г. в Мамадышском районах.
Число жителей: в 1782 г. - 50 душ мужского пола, в 1859 г. - 525, в 1897 г. - 998, в 1908 г. - 1111, в 1926 г. - 1073, в 1938 г. - 908, в 1949 г. - 702, в 1958 г. - 509, в 1976 - 619, в 1979 г. - 532, в 1989 г. - 436 чел.
Село Кемеш-Куль - административный центр сельсовета. В состав Кемеш-Кульского сельского поселения входят: село Кемеш-Куль, село Алгаево, деревня Большие Уськи

## Административное деление
- с. Кемеш-Куль
- с. Алгаево
- дер. Большие Уськи